# Adrian Solomon
Adrian Solomon (n. 20 septembrie 1977, Bârlad, România) este un politician român, deputat în Parlamentul României începând cu mandatul 2008–2012 din partea PSD Vaslui.
A fost viceprimar în Bârlad în perioada 2004–2008.